# Річки Чорногорії
Це список річок Чорногорії.
| - Бієла - Бистриця - Буковіца - Буна - Цем - Чехотіна - Грнчар - Ібар - Комарніца | - Лім - Льєштаніца - Любовіда - Лйуча - Морача - Мртвіца - Оспаніца - Пива - Рибніца | - Рієка Црноєвіча - Ситніца - Шавнік - Тара - Требишниця - Веруша - Врмоша - Зета - Желєзніца |  |

## Галерея

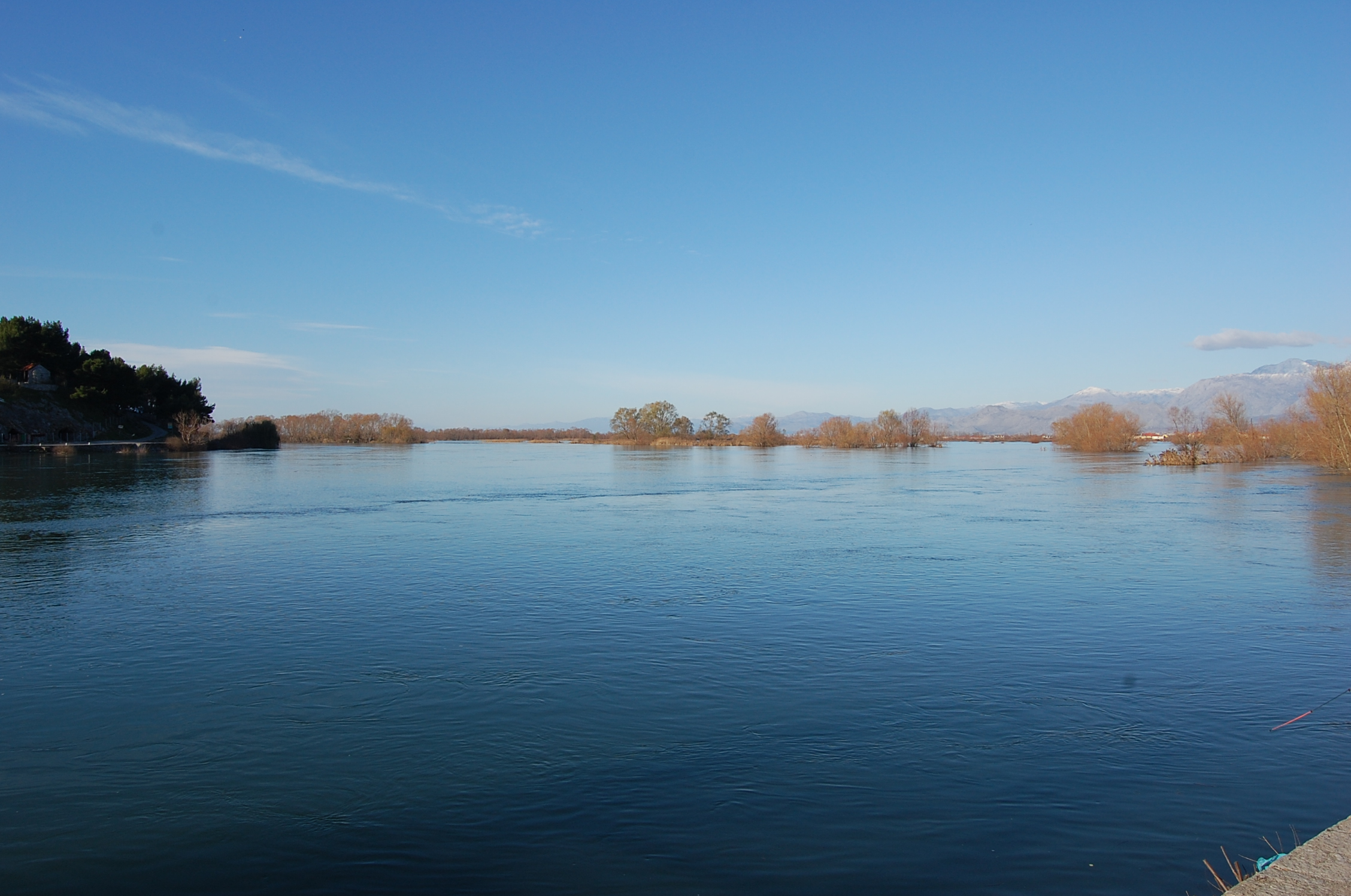
Буна
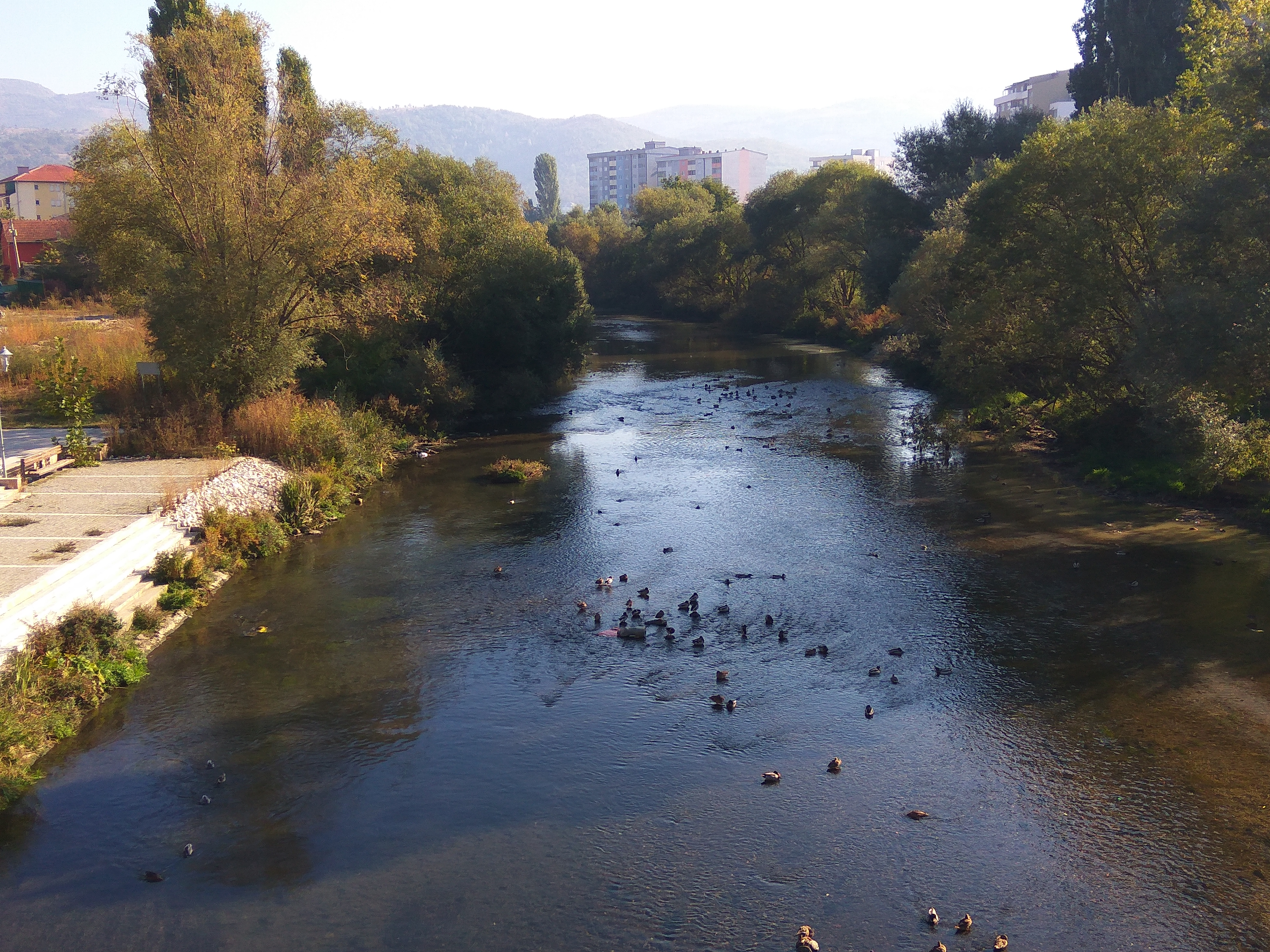
Ібар
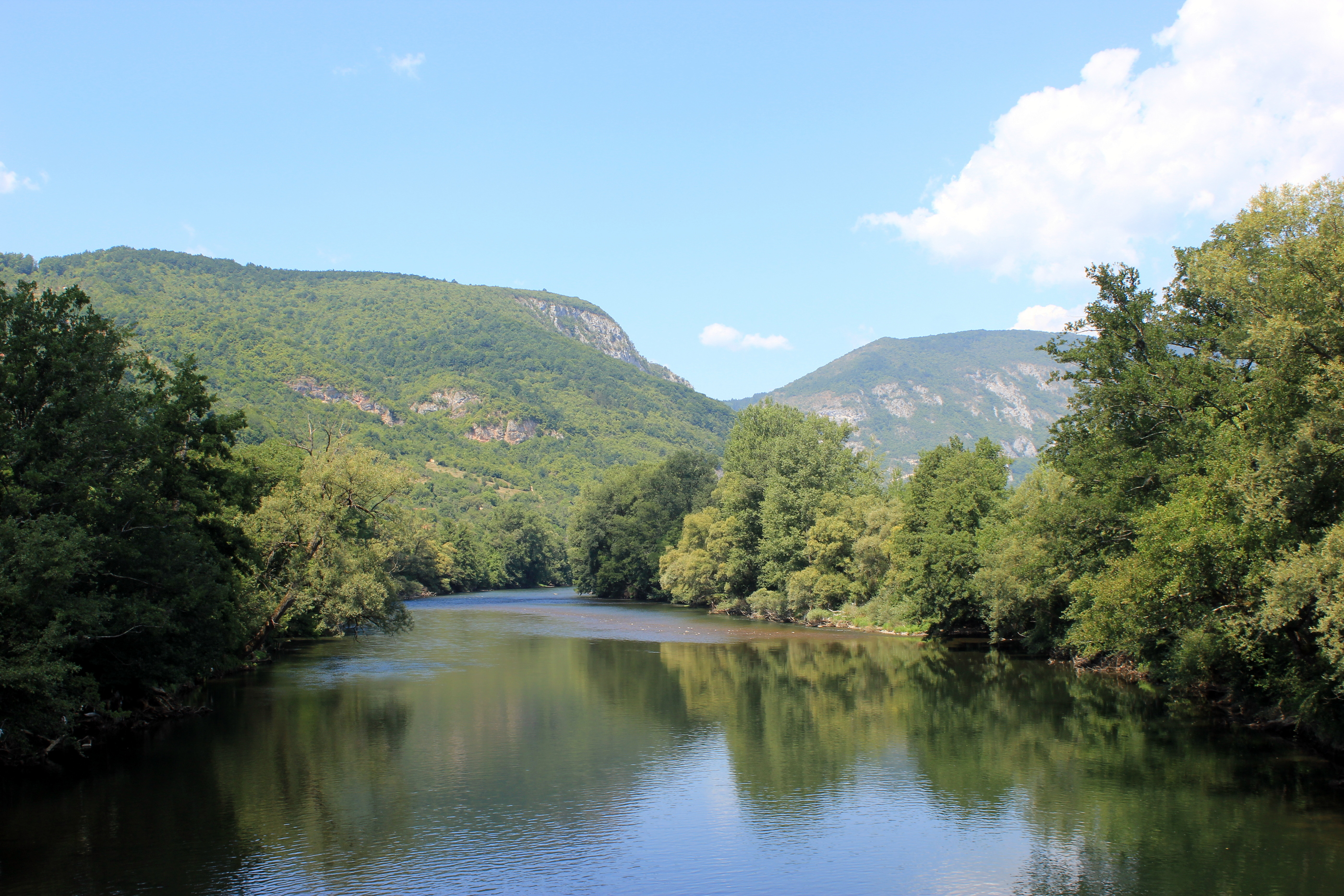
Лім
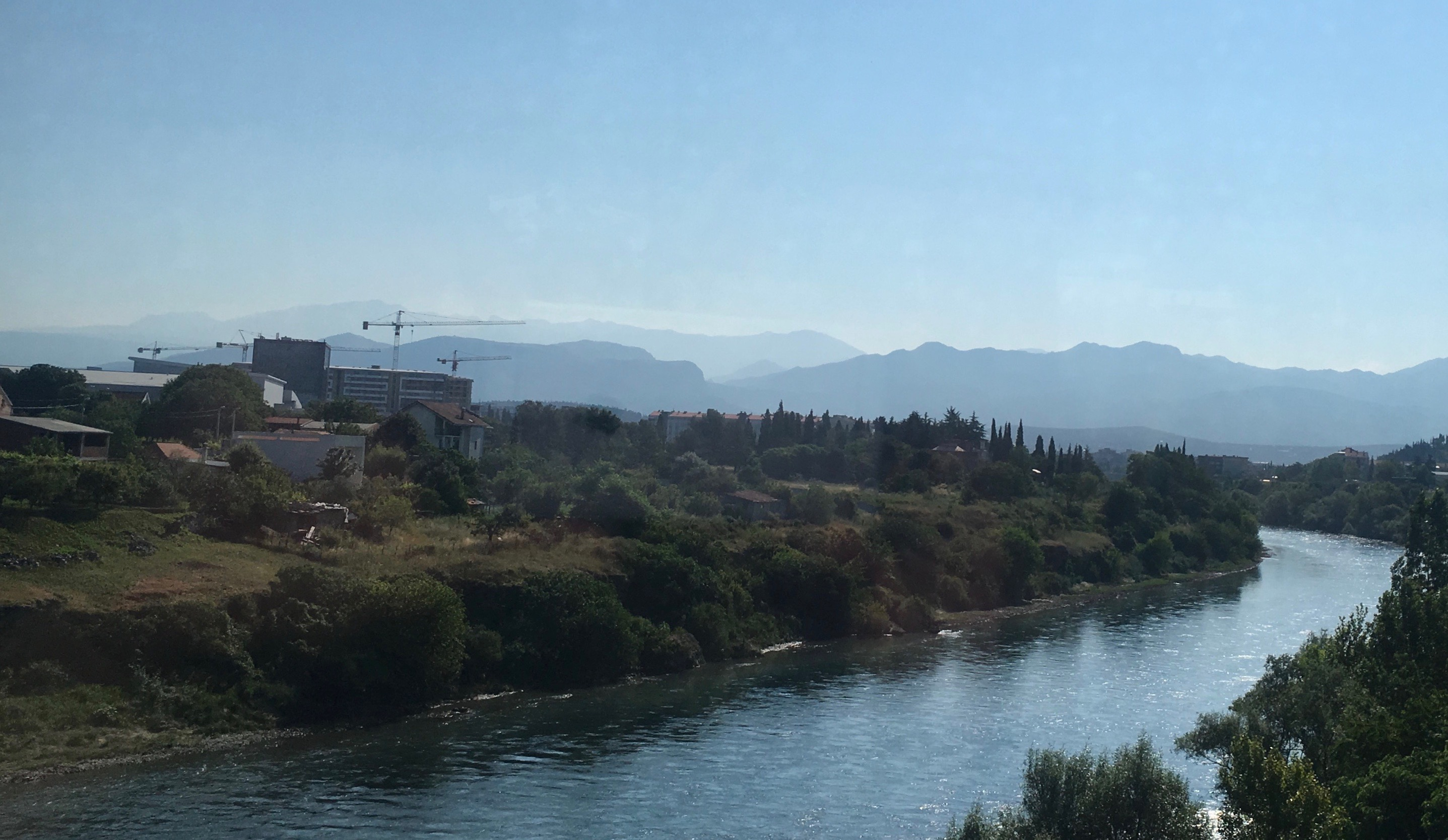
Морача
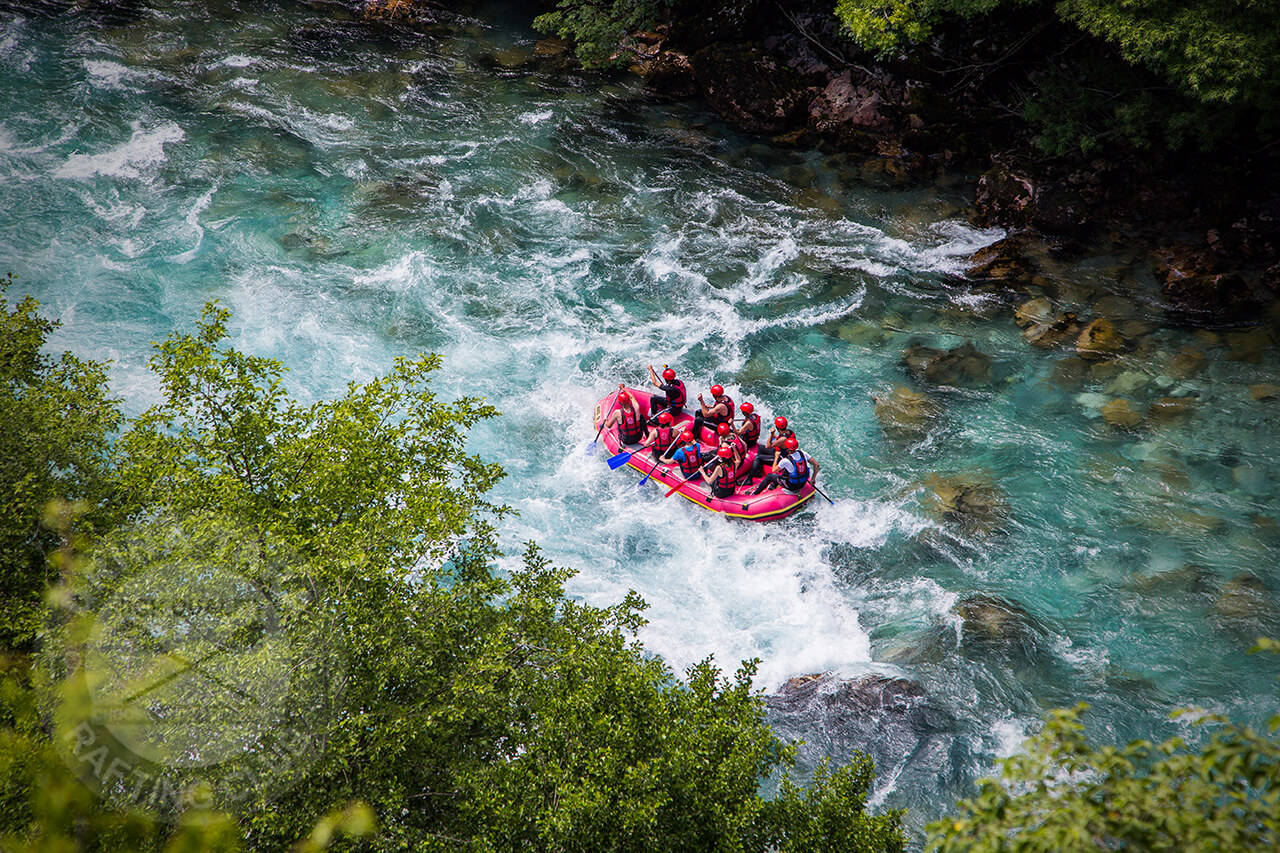
Тара
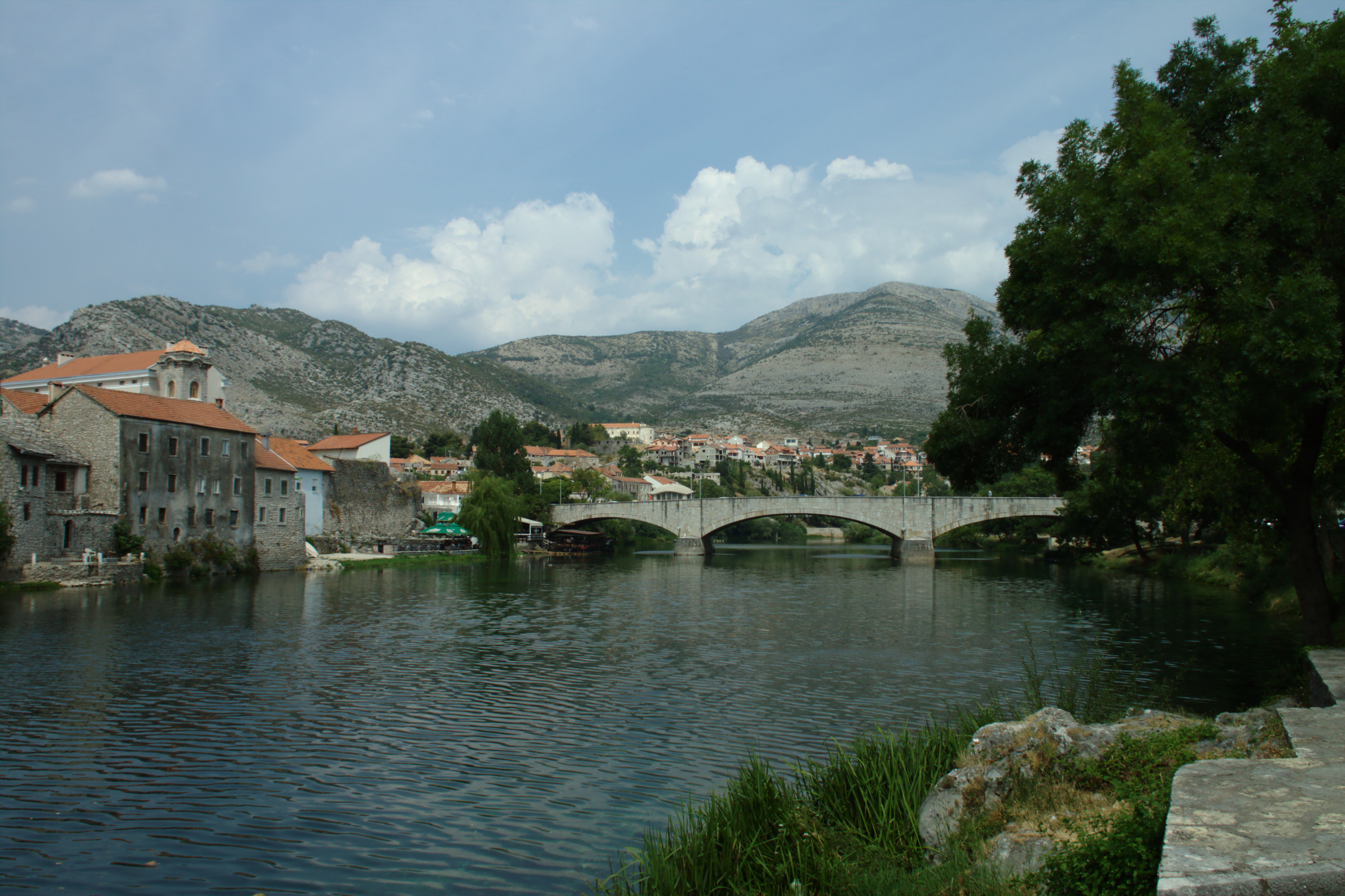
Требишниця
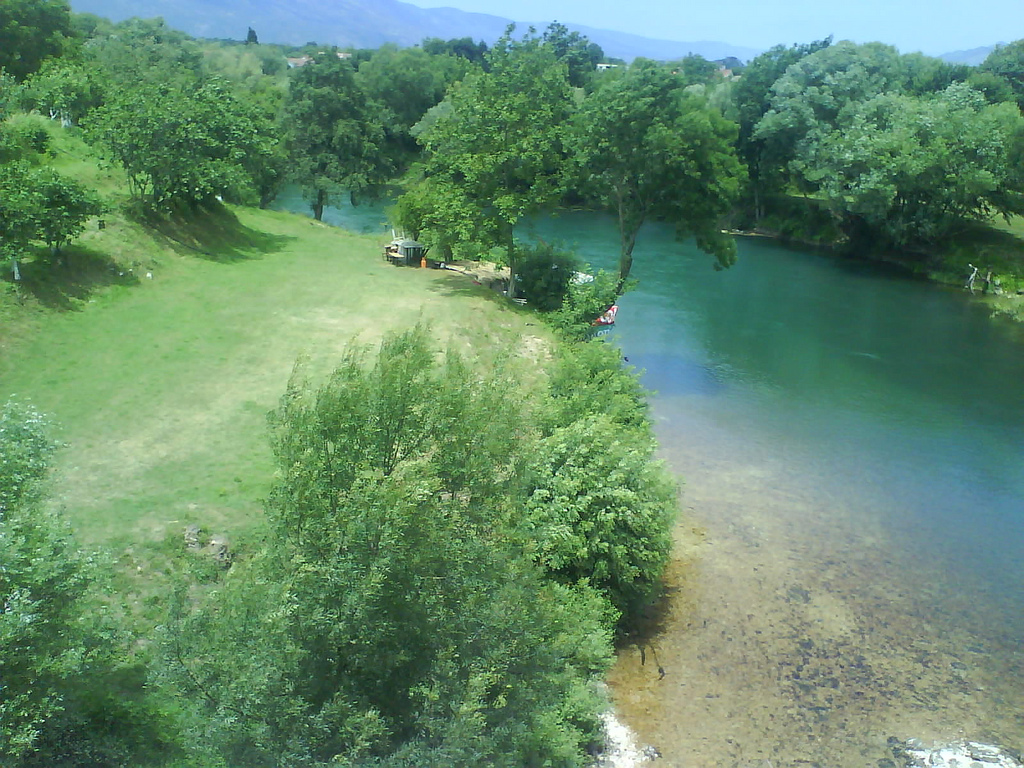
Зета